# Krásnolipská pahorkatina
Krásnolipská pahorkatina je geomorfologická jednotka, podokrsek Rumburské pahorkatiny a jejího nadřazeného celku Šluknovská pahorkatina. Nachází se v severní části Česka ve Šluknovském výběžku. Její rozloha je 24 km² a nejvyšším vrcholem je Vlčí hora (591 m).

## Přírodní poměry
Krásnolipská pahorkatina je geomorfologický podokrsek okrsku Rumburská pahorkatina a celku Šluknovská pahorkatina o rozloze 24 km² s členitým reliéfem. Nachází se v jižní části Šluknovského výběžku. Na severu hraničí s Hrazenskou pahorkatinou, na západě s Děčínskou vrchovinou, na jihu s Lužickými horami, na jihovýchodě s Varnsdorfskou pahorkatinou. Východní hranici tvoří česko-německá státní hranice s přesahem svahů do sousedního Německa, kde navazuje Žitavská pánev. Jižní hranice kopíruje lužický zlom. Nejvyšším bodem je vrchol Vlčí hory (591 m), nejnižším pak hladina Křinice v Dlouhém Dole (362 m). Převládajícími horninami jsou granitoidy: brtnická a rumburská žula, lužický a václavický granodiorit, které doplňují průniky třetihorních výlevných vyvřelin, zejména tefritu. Území odvodňuje zčásti Mandava, jež náleží k povodí Odry a úmoří Baltského moře, západním směrem pak teče Křinice, která náleží k povodí Labe a úmoří Severního moře. Krajina náleží k 4.–5. lesnímu vegetačnímu stupni (bukovému, respektive jedlo-bukovému). Průměrná roční teplota se pohybuje v rozmezí 6,5–7 °C, průměrné roční srážky pak v rozpětí 700–800 mm. Na území zasahuje chráněná krajinná oblast Labské pískovce a okrajově též chráněná krajinná oblast Lužické hory a národní park České Švýcarsko.

## Vrcholy
Výběr zahrnuje kopce pojmenované na Základní topografické mapě ČR, jejichž vrchol leží na českém území.
- Vlčí hora (591 m)
- Valy (543 m)
- Dymník (517 m)
- Petružálkovy skály (515 m)
- Kamenný vrch (510 m)
- Křížový vrch (446 m)

## Geomorfologické členění
Geomorfologické zařazení podokrsku Krásnolipská pahorkatina:
- provincie: Česká vysočina
  - subprovincie: IV Krkonošsko-jesenická
    - oblast: IVA Krkonošská
      - celek: IVA-1 Šluknovská pahorkatina
        - okrsek: IVA-1-B Rumburská pahorkatina
          - podokrsek: IVA-1-B-a Jiříkovská pahorkatina
          - podokrsek: IVA-1-B-b Krásnolipská pahorkatina
          - podokrsek: IVA-1-B-c Varnsdorfská pahorkatina